# Мандел, Эмили Сент-Джон
Эмили Сент-Джон Мандел (англ. Emily St. John Mandel, род. 1979) — канадская писательница в жанре научной фантастики.

## Биография
Эмили Сент-Джон Мандел родилась в 1979 году в городке Комокс, Британская Колумбия, Канада. Она бросила школу в возрасте 18 лет, чтобы изучать контемпорари в школе театра танцев в Торонто.
По состоянию на 2023 год Мандел опубликовала шесть романов. Наиболее известна её четвёртая книга — «Станция Одиннадцать» (англ. Station Eleven), постапокалиптический роман, действие которого происходит в недалёком будущем в мире, который пострадал от последствий вируса, и рассказывает про труппу шекспировских актёров, которая путешествует по городам в районе Великих озёр. Роман был номинирован на Национальную книжную премию, Американскую литературную премию ПЕН/Фолкнер, премию «Оранж» и выиграл премию Артура Кларка и книжную премию Торонто. Экранизация романа «Станция Одиннадцать» — 10 серийный мини-сериал, который продюсировал Скотт Стайндорфф, вышла на экраны 16 декабря 2021 года на HBO.

### Личная жизнь
До писательства занималась танцами, жила в Торонто и Монреале, затем переехала в Нью-Йорк. Вышла замуж за Кевина Манделя, писателя и исполнительного рекрутера, от которого у неё родилась дочь. Они развелись в 2022 году. После развода завела себе девушку.

## Исследования
Мандел написала статью, в которой подробно проанализировала статистику, касающуюся романов с названиями «The ___'s Daughter» (рус. «Дочь ___»), среди открытий было обнаружено, что три четверти авторов книг с таким названием — женщины.
Позже она написала похожую статью, в которой подробно проанализировала статистику, касающуюся романов, имеющих в названии слово «girl» (рус. «девушка»). Одним из её открытий стало то, что девушка со значительно большей вероятностью оказывается мёртвой в конце, если автор книги — мужчина.
В обоих исследованиях Мандел использовала базу данных сайта Goodreads.